# Nicolás Catena
Nicolás Catena, född 1948, är en känd vinpersonlighet från Argentina som kanske är den som gjort mest för att sprida argentinska viner i världen. Catena är utbildad i nationalekonomi och matematik på Columbia University i New York innan han började arbeta i familjens bulkvinföretag ursprungligen startat av hans farfar Nicola, en italienare som emigrerade till Argentina och Mendoza i slutet av 1800-talet.
Ett besök hos Robert Mondavi i Napa Valley, gjorde Catena intresserad av att prova att göra mer ambitiösa viner i Argentina. Han har sedan dess blivit känd för att vara en pionjär och att våga prova nya grepp för att utveckla de Argentinska vinerna. Ett av hans mest kända tilltag var att plantera vinrankor på nästan 1 440 meters höjd i Valle del Uco, något som visade sig mycket lyckat. Han har också experimenterat mycket med olika mikroklimat, vindruvor och druvkloner.
Catena Zapata är den enda Argentinska vingård som är med på Robert Parker's lista: The World's Greatest Wine Estates. År 2009 utsågs Nicolás Catena till Man of the year av tidningen Decanter, ett av världens mest prestigefulla vinmagasin.

## Samarbeten
År 2000 inleddes ett samarbete med Chateau Lafite Rothschild i Bordeauxviner. Vingården kom att kallas Bodegas Caro och tanken var att kombinera de franska och argentinska kulturerna genom att göra en blend av druvorna respektive land är kända för: Cabernet Sauvignon (ca 70%) och Malbec (ca 30%). Detta vin kallas kort och gott Caro och första årgången som släpptes var 2002. Senare har även vinet Amancaya tillkommit som har en högre andel Malbec.
single wine that would combine French and Argentine cultures and the two signature grapes of each producer, Malbec and Cabernet Sauvignon. 